# Tadeusz Różewicz
Tadeusz Różewicz (ur. 9 października 1921 w Radomsku, zm. 24 kwietnia 2014 we Wrocławiu) – polski poeta, dramaturg, prozaik i scenarzysta, członek Wydziału VI Twórczości Artystycznej Polskiej Akademii Umiejętności. Należał do pokolenia Kolumbów.

## Życiorys i zarys rozwoju twórczego

### Dzieciństwo
Ojciec Władysław (1886–1977) – syn Stanisława i Zofii z Sieradzkich małżonków Różewiczów – był niższym urzędnikiem sądowym. Wywodząca się z rodziny żydowskiej matka - Stefania Maria z Gelbardów (1895–1957) – córka Arona Lejba i Florentyny Ge(r)lbardów – zajmowała się domem, aby wyjść za mąż, zdecydowała się na chrzest. Rodzina Różewiczów przeprowadziła się tuż po I wojnie światowej z Osjakowa w Sieradzkiem do Radomska i tam też urodził się Tadeusz, czwarty z pięciorga dzieci (starsi bracia – Bogumił, Eugeniusz, Janusz oraz młodszy Stanisław). Tadeusz Różewicz uczęszczał do Gimnazjum im. Feliksa Fabianiego w Radomsku, w którym uzyskał małą maturę. Starszy brat, Janusz, miłośnik literatury, w latach szkolnych, wciągnął młodszego brata do wspólnego czytania. Poznali wtedy takie utwory, jak Ferdydurke, Motory, Król Ubu, kolekcjonowali czasopisma, np. „Chimerę”, „Skamandra” czy „Wiadomości Literackie”. Bracia studiowali literaturę i pisali pierwsze wiersze. Na własną rękę studiowali rozwiązania formalne poezji Leśmiana, Iłłakowiczówny, Juliana Przybosia (późniejszego mistrza Tadeusza Różewicza), o czym świadczą opublikowane w „Czerwonych Tarczach” parodie tych autorów napisane przez 17-letniego Tadeusza. Młody Różewicz pisywał także do pisma „Pod znakiem Marii”.
Tadeusz Różewicz zdawał do Liceum Pedagogicznego w Piotrkowie Trybunalskim, jednak nie zaliczył egzaminu z powodu śpiewu. Był w trakcie starań o przyjęcie do Liceum Leśnego w Żyrowicach lub szkoły Marynarki Handlowej w Gdyni, gdy wybuchła wojna. Rodzina przechodziła wtedy problemy finansowe.

### II wojna światowa

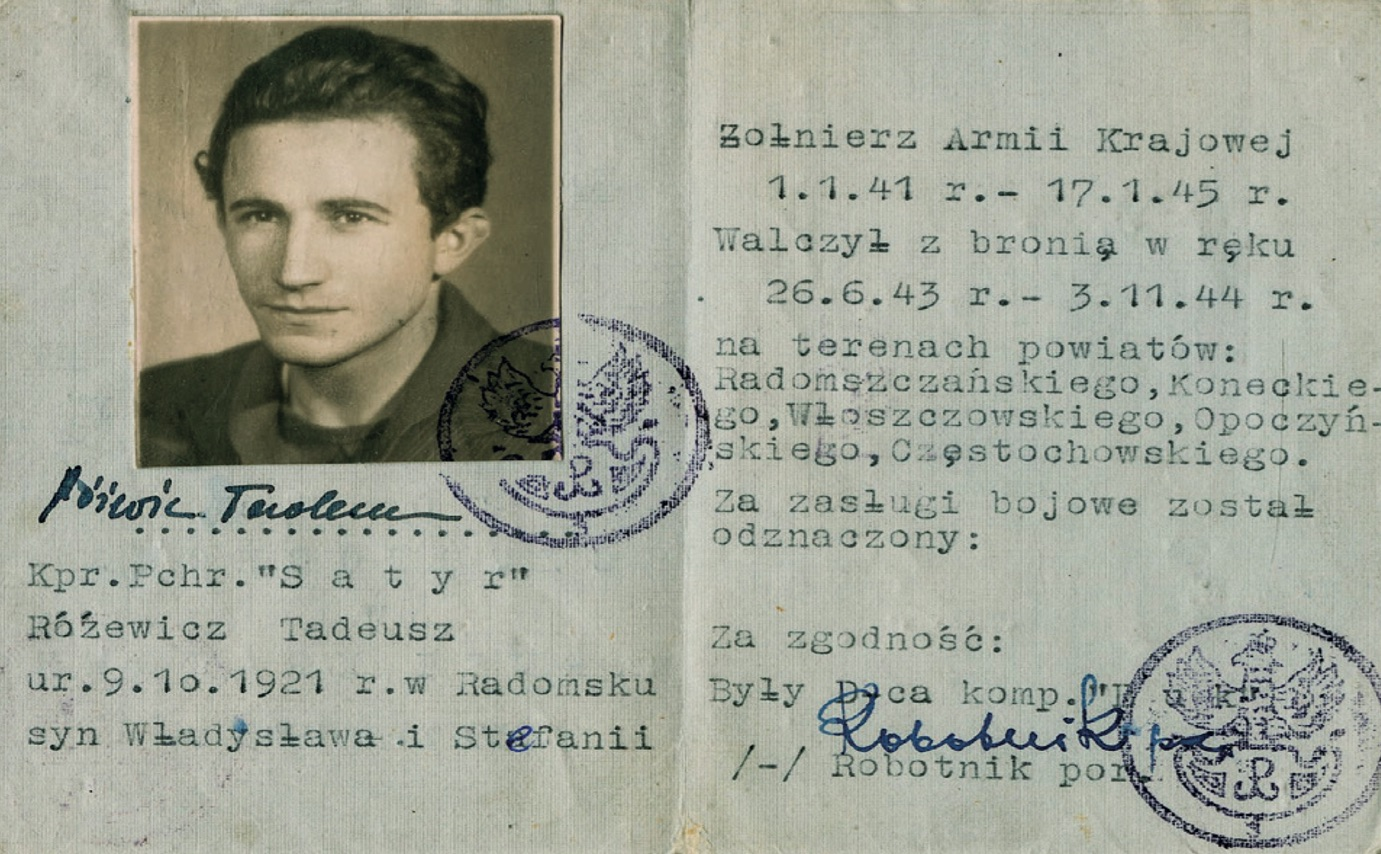
Akowska legitymacja Tadeusza Różewicza

Od 1939 Tadeusz zaczął pracować jako goniec i magazynier w Kreishauptmannschafcie w Radomsku, potem jako pracownik magistracki w kwaterunku prowadził ewidencję komornego. Następnie został uczniem stolarskim w Fabryce Mebli Giętych Thonet.
Janusz Różewicz od początków wojny pracował w konspiracji pod pseudonimami „Gustaw” i „Zbych”, od 1 stycznia 1941 wciągnął do działalności konspiracyjnej Tadeusza Różewicza. W 1942 Tadeusz został zaprzysiężony jako żołnierz Armii Krajowej (pseudonim „Satyr”). Szkolił się przez pół roku, a w 1943 przeniesiono go do oddziałów leśnych. Walczył z bronią w ręku od 26 czerwca 1943 do 3 listopada 1944 na terenie powiatów radomszczańskiego, koneckiego, włoszczowskiego, opoczyńskiego i częstochowskiego. Pisał wiersze i zajmował się dziennikarstwem (prowadził pismo „Czyn Zbrojny”). Jego poezja była tak podziwiana przez partyzantów, że dowódca oddziału odkomenderował go na tydzień do napisania większego tekstu.
W 1944 powstały „Echa leśne” uważane za właściwy debiut literacki Różewicza. Tomik składał się z wierszy, fraszek, humoresek, wywiadów, prozy poetyckiej utrzymanej w duchu patriotycznym. Także w tym tekście ujawnia się zamiłowanie młodego Różewicza do dzieł Słowackiego i Żeromskiego. Jest to dziełko pisane w duchu przystającym do poezji tamtego czasu (Krzysztof Kamil Baczyński, Tadeusz Gajcy), pojawia się bowiem bolesna wątpliwość – istnienie bohaterstwa w wojnie, w zabijaniu człowieka przez człowieka dla wyższej sprawy. To moralne spaczenie budzi obawy w sporze o wyzwoloną Polskę. Szersze deklaracje i skrajne postanowienia znaleźć można w tekstach powojennych, w ekspresjonistycznym debiucie powojennym czy w „Do piachu”. Młody Różewicz, jeszcze wtedy nieocalony, wyrażał w „Echach leśnych” jeszcze klasyczny model świata – usilnej wiary w odbudowę i zwycięstwo kultury polskiej oraz życia.
W 1943 Janusz Różewicz pisał o „Echach leśnych” zapowiadając bratu: „ty będziesz lepiej pisał ode mnie, będziesz lepszym poetą...”.
W 1945 roku Tadeusz Różewicz ujawnił się w Komisji Likwidacyjnej. Trzy lata później został odznaczony Medalem Wojska Polskiego, a w 1974 londyńskim Krzyżem Armii Krajowej.

### Awangarda Krakowska
W 1945 Różewicz mieszkał w Częstochowie, współtworząc środowisko inteligenckie w tym mieście. 8 lipca debiutował w miejscowym piśmie literacko-artystycznym „Głos Narodu” satyrycznym wierszem Figa z Unry. Juliana Przybosia poznał w redakcji czołowego tygodnika literackiego „Odrodzenie”. Zainteresowany młodym poetą Przyboś czym prędzej ściągnął go do Krakowa. Tam Tadeusz zdał maturę i został studentem historii sztuki na Uniwersytecie Jagiellońskim, jednak studiów nie ukończył. Wszedł do grupy młodej Neoawangardy Krakowskiej. Przyjaźnił się z takimi postaciami polskiej kultury, jak Tadeusz Kantor, Jerzy Nowosielski, Kazimierz Mikulski, Andrzej Wróblewski, Andrzej Wajda.
Różewicz debiutował trzykrotnie – przed wojną w pismach literackich, w czasie wojny poprzez teksty leśne i po wojnie. Trzeci debiut, jedyny, który Przyboś znał, uznał za rewolucyjny. Różewicz był wedle niego poetą, który „jak Minerwa z głowy Jowisza wyskakuje zupełnie zbrojny”. Tomy poetyckie Niepokój (1947) i Czerwona rękawiczka (1948) wywołały szok ówczesnej poezji. Leopold Staff korzystał z nich przy pisaniu swych ostatnich wierszy. Do najbardziej popularnych wierszy wchodzi „Lament” i „Ocalony”. Ten ostatni nawiązywał polemiczny dialog z tomikiem Czesława Miłosza z 1945 roku Ocalenie. Różewicz nadał nowy kształt poezji, co zaliczane jest do nurtu poezji odbudowującej sens po tragedii Auschwitz (wedle tezy Theodora Adorno, iż po Auschwitz nie można stworzyć nic autentycznego). To nowatorstwo polegało przede wszystkim na poetyce inaugurującej czwarty system wersyfikacji w poezji, a następnie piąty, nazywany często „różewiczowskim”. Wersyfikację młodego Różewicza analizowali tacy powojenni eksperci jak Maria Dłuska czy Zbigniew Siatkowski.
Wczesna powojenna poezja Różewicza jest przede wszystkim ekspresjonistyczna i katastroficzna, tak silnie, że oskarżano go o nihilizm. Oprócz tego krytyka wyrzucała poecie zainteresowanie, „plagiatowanie” zachodniej poezji. Socrealistyczne obrzydzenie do wpływów Eliota, Pounda, Russella na poezję Różewicza przejawiało się nie tylko u krytyków czysto komunistycznych, ale także u Wyki, który jednak podziwiał dokonania w poezji młodego poety.

### Rok na Węgrzech

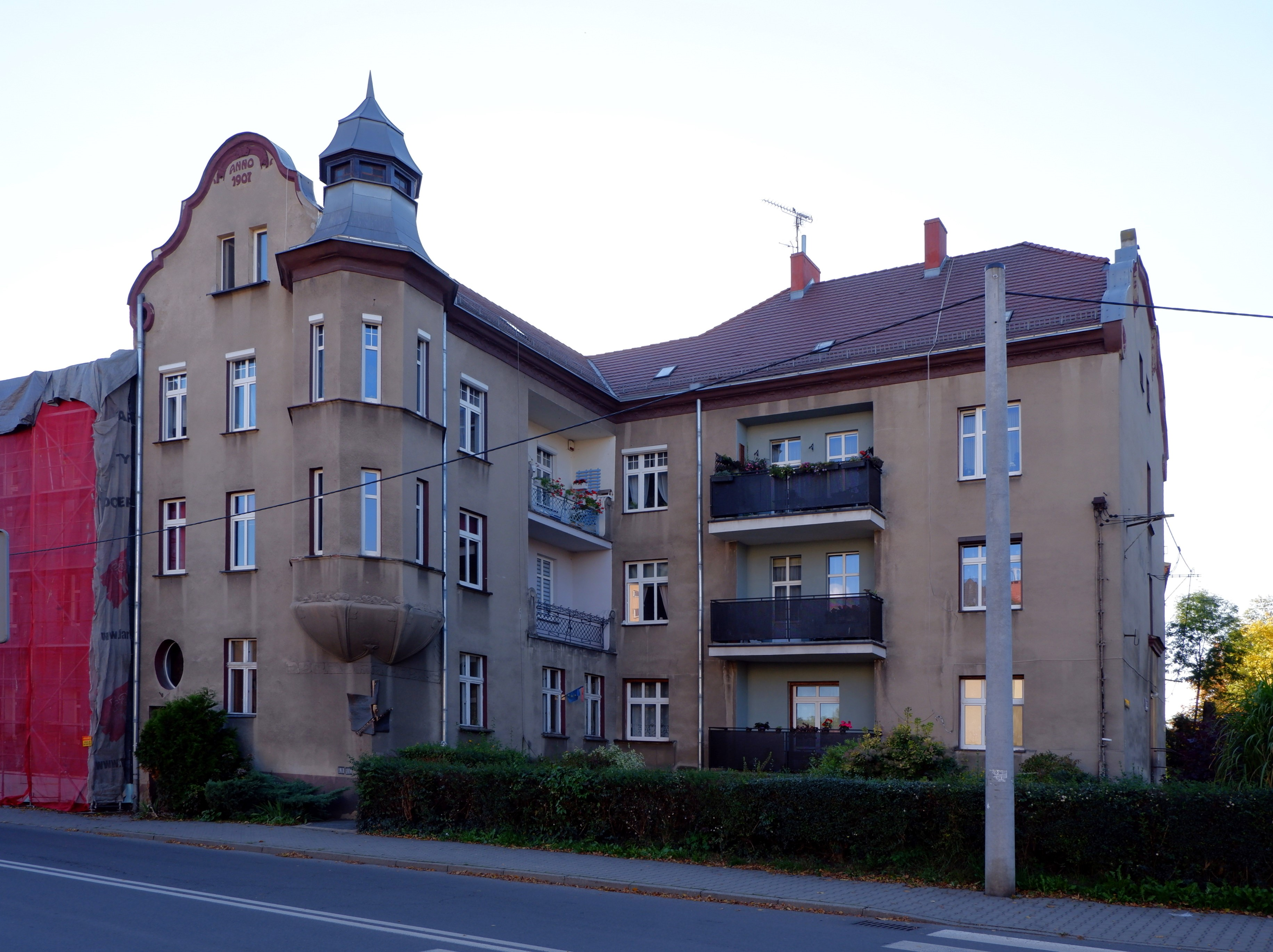
Kamienica przy ulicy Zygmunta Starego 28 w Gliwicach, gdzie Tadeusz Różewicz mieszkał do roku 1968

Różewicz zaprzyjaźnił się z Tadeuszem Borowskim i obaj początkowo odnosili się sceptycznie do władzy komunistycznej. Obaj starali się wyjechać z kraju. Gdy Borowski starał się o wyjazd do USA, Różewicz poprosił przy wstawiennictwie Przybosia o stypendium do Paryża. Oba plany nie udały się, ale Borowskiemu udało się wyjechać do Berlina, a Różewiczowi do Budapesztu (na rok 1950). Różewicz nabrał dystansu do swojej poezji.
Na Węgrzech powróciła u niego fascynacja człowiekiem szarym – Troskliwość robotnicza o dobro wspólne nie była wbrew pozorom sielankopisarskim wierszem optymistycznym (Wyka), czy też czymś socrealistycznym, lecz szkicem postaci szarego człowieka. Prostota, szarość należy tu do osobliwej filozofii Różewicza sięgającej ideowo do Rzęsy Leopolda Staffa. Robotnik występujący w wierszu wystąpi potem w Kartotece jako Stary Górnik.
Wracając do Polski Różewicz postanowił zamieszkać w Gliwicach, odcinając się od wrogich mu środowisk literackich. Żył tam w skrajnej biedzie. Powstały wiersze ironizujące porządek życia – Czas, który idzie, gdzie sugestywnie informuje o narzuconym porządku: „komunizm ludzi podniesie| obmyje z czasów pogardy”. Różewicz przeżył wówczas nagonkę na swoją poezję. Poetę upominał Julian Tuwim: „Ale, na miłość Boską, co Pan tam robi w tych Gliwicach...”.

### Teatr absurdu
Śmierć Józefa Stalina (1953) i odwilż gomułkowska (1956) zmieniły postać polskiej literatury – debiuty Zbigniewa Herberta (Struna światła, 1956), Mirona Białoszewskiego (Obroty rzeczy, 1956), inicjatywy Artura Sandauera obrazują odwilż (zob. pokolenie „Współczesności”). Krytyka zauważyła w wierszach Różewicza dążenie do wyzwolenia, a następnie został wydany zbiór jego Poezji zebranych, co było sukcesem Różewicza jako młodego klasyka.
Perspektywa ta krępowała poetę, który wówczas fascynował się awangardą paryską (Samuel Beckett, Eugène Ionesco) i stworzył najbardziej rewolucyjne dzieło w swoim dorobku twórczym – Kartotekę. Krytyka odnosiła się do niej na początku przychylnie (np. Jan Kott). Późniejsze interpretacje Macheja, Niziołka dowodzą, że sztuka jest tak dalece awangardowa, że nie do zrealizowania. Sprzeczności, które sztuka wywołuje, to między innymi ukryty powrót do klasycznego już dzieła romantycznego, co jest zauważalne w postaci Bohatera. Ukryty neoromantyzm będzie się jednak przejawiał w twórczości Różewicza dużo później.
Kartoteka jest pierwszym przykładem teatru absurdu w polskiej literaturze, reformujący w znaczącym stopniu światowe spojrzenie na ten nurt. Różewicz przejdzie drogę przez abstrakcyjne, neobarokowe i formistyczne dokonania w poezji. Szczególne miejsce zajmuje tu poemat Zielona róża, a także Nic w płaszczu Prospera, które otwierają w tej poezji kluczowy element: Nic. Paralelne do To Miłosza, Nic jest nowatorską odmianą absurdu w poezji. Nic jest najważniejszym środkiem urealnienia poezji, przekazania autentycznego przekazu rzeczywistości.

### „Śmietnik”
Różewicz interesujący się sztuką współczesną, znajduje sobie nowatorskie miejsce także w postmodernizmie. Począwszy od Kartoteki Różewicz kompiluje pomysły, układa i rozrzuca teksty. Powstaje rewolucyjny wynalazek Różewicza – „śmietnik”. Najbardziej znanym tego typu tekstem jest Przygotowanie wieczoru autorskiego. W roku 2016 ukazał się album zatytułowany Śmietnik, zawierający teksty Różewicza i – przedstawiające poetę, wynoszącego śmieci z domu na śmietnik – zdjęcia Adama Hawałeja, wrocławskiego fotoreportera zaprzyjaźnionego z pisarzem.
Różewicz sięga też do pop-artu, co stanowi bardzo obszerny nurt przejawiający się w „śmietnikach”. Odważne zerwanie środków estetycznych, wyjałowienie języka, zniszczenie kontekstów poetycznych wierszy Różewicza było prawdopodobnie inspirowane także szkicem Gombrowicza – „Przeciw poetom”.
W awangardzie i skrajnym stylu Różewicz (styl Różewiczowski) poszedł tak daleko, że nieoczekiwanie wystąpił przeciwko niemu Julian Przyboś. „Oda do turpistów” wymierzona przeciw uczniom – Różewiczowi, Białoszewskiemu, Grochowiakowi w 1962 była sprzeciwem wobec rzekomego używania przez tych poetów środków brzydoty, antysztuki bez sensu i dla szkody sztuki. Umiłowanie środków niszczycielskich zainspirowało Grochowiaka, który uczynił turpizm swoją drogą estetyczną.
W 1964 roku Różewicz podpisał list pisarzy polskich, protestujących przeciwko listowi 34, wyrażając protest przeciwko uprawianej na łamach prasy zachodniej oraz na falach dywersyjnej rozgłośni radiowej Wolnej Europy, zorganizowanej kampanii, oczerniającej Polskę Ludową.
W 1967 Przyboś zaatakował Różewicza i zorganizował nagonkę przeciw niemu.

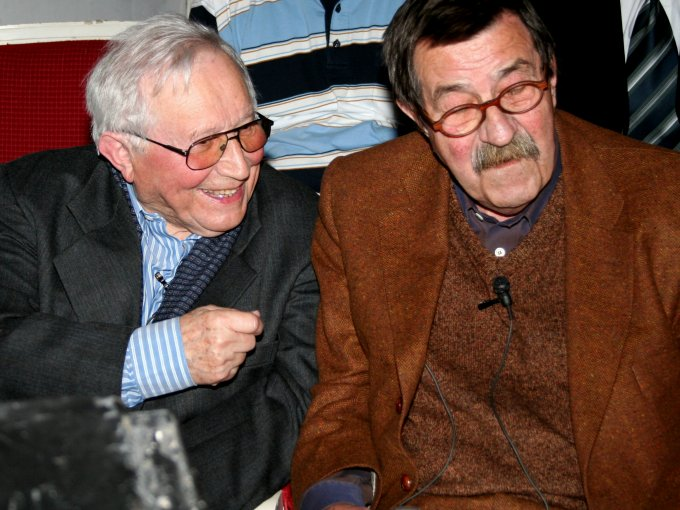
Tadeusz Różewicz z lewej. Obok Günter Grass (2006).

### Współczesność

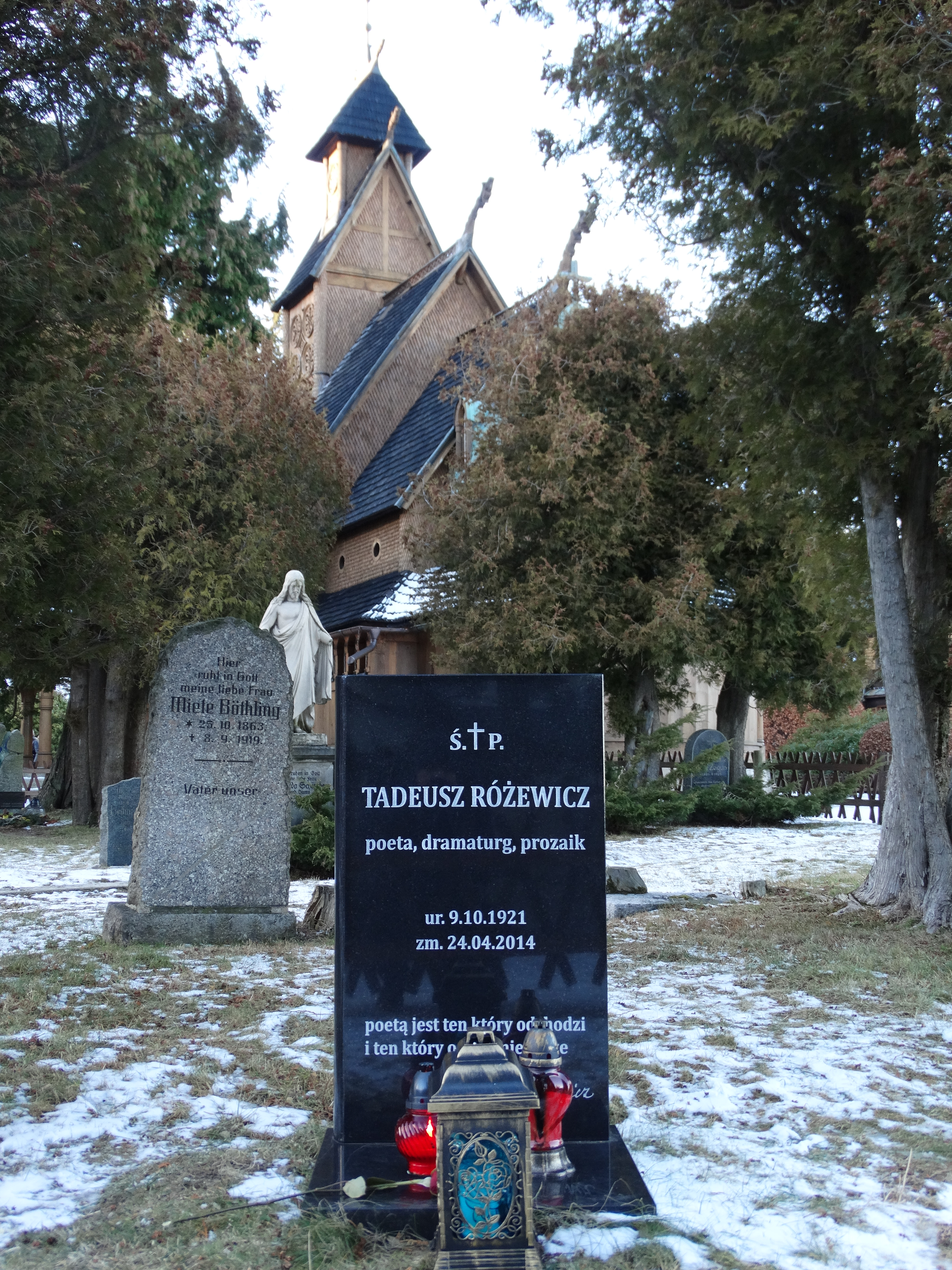
Grób poety na cmentarzu ewangelickim w Karpaczu

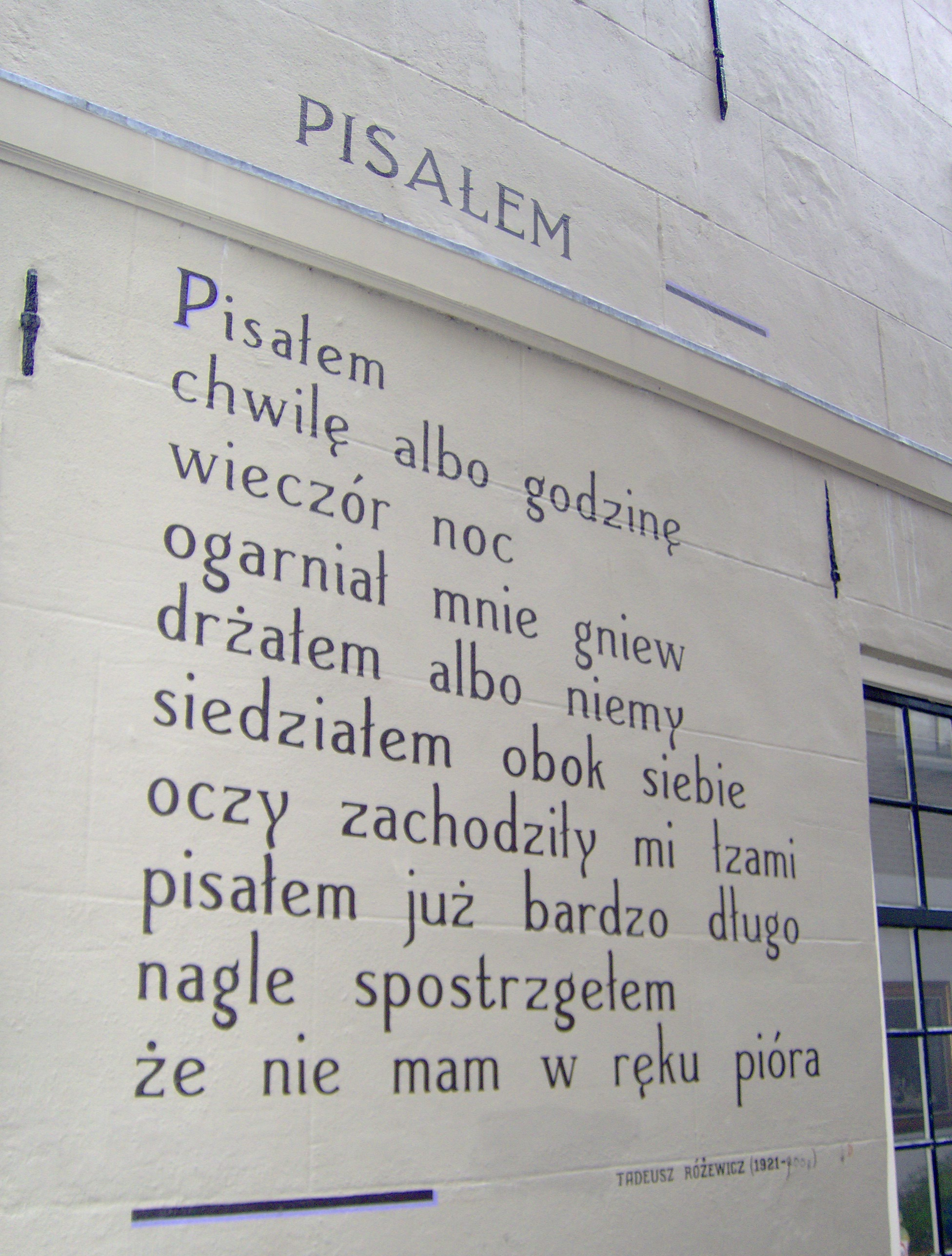
Inskrypcja wiersza „Pisałem” na elewacji budynku przy Oude Vest 79 w Lejdzie

W 2008, po wydaniu tomu poetyckiego Nauka chodzenia, Różewicz otrzymał Europejską Nagrodę Literacką w Strasburgu, następnie jako pierwszy został uhonorowany „Silesiusem” – wrocławską nagrodą poetycką literatury środkowoeuropejskiej i wschodniej. Pojawiły się również tomy Druga strona medalu i Kup kota w worku. 8 października zmarł syn Różewicza Jan, zaś miesiąc później jego brat, Stanisław.
Różewicz ma swoją ulicę w Pogórzu, Kieźlinach i Wałbrzychu.
Tadeusz Różewicz zmarł 24 kwietnia 2014 we Wrocławiu; pogrzeb odbył się 29 kwietnia 2014 i zgodnie z wolą poety spisaną w testamencie jego prochy zostały złożone na cmentarzu przy kościele ewangelickim Naszego Zbawiciela w Karpaczu.

## Życie prywatne
Latem 1949, z braku widoków na własne mieszkanie, z Krakowa przeniósł się do Gliwic, gdzie zamieszkał w domu przy ul. Zygmunta Starego 28. Poślubił Wiesławę Kozłowską. W Gliwicach urodzili się ich synowie: Kamil (1950) i Jan (1953). Jego żona zmarła 11 kwietnia 2024 w wieku stu lat. Od 1968 do śmierci Różewicz mieszkał we Wrocławiu. Był członkiem Stowarzyszenia Pisarzy Polskich.

## Twórczość
Różewicz tworzył już przed wojną. Juwenilia publikował między innymi w czasopismach Pod znakiem Marii i Czerwone Tarcze. W 1944 wydał, wraz z bratem Januszem, Echa Leśne, a dwa lata później zbiór satyrycznej prozy i poezji W łyżce wody. Jednak za jego debiut uznaje się dopiero tom Niepokój (1947). W 1991 Różewiczowi nadano tytuł Honorowego Obywatela Miasta Radomska, w 1999 został laureatem Nagrody Literackiej im. Władysława Reymonta za „twórczość całego życia”. W 2000 otrzymał Nagrodę Literacką „Nike” za tom poetycki Matka odchodzi (1999). W 1968, w połowie lat 70. i na początku lat 80 XX wieku. Tadeusz Różewicz był poważnym kandydatem do Nagrody Nobla w dziedzinie literatury , jednak nagrodę w tamtym czasie otrzymał Czesław Miłosz. Jeden z najczęściej tłumaczonych polskich autorów, jego książki przełożono na 49 języków. W roku 2017 ukazał się tom Różewicza Wiersze i poematy z „Twórczości” (1946–2005), dokumentujący wieloletnią współpracę pisarza z miesięcznikiem Twórczość, najstarszym polskim czasopismem literackim.
Poezja Różewicza wyraża tragizm osamotnionej jednostki, zagubionej w powojennym świecie zdominowanym przez widmo masowej śmierci, okrucieństwa, obojętności i cywilizacyjnego uniformizmu. Jest to twórczość osoby okaleczonej i porażonej okrucieństwem wojny. Bohater jego wierszy jest osobowością zagrożoną dezintegracją i powszechnym chaosem. W wierszach Przepaść i Koncert życzeń pisze o prostych uczuciach, o podstawowych wartościach: życzliwości, dobroci, przywiązaniu do miejsca urodzenia.
Od strony formalnej poezja Różewicza jest kontynuacją tradycji awangardy. W jego dorobku przeważają wiersze wolne i wiersze zdaniowe, których budowę Tadeusz Drewnowski określa jako kubistyczną – każda strofa jest osobnym klockiem odrębnym zarówno znaczeniowo, jak i kompozycyjnie.
Dramat stworzony przez Różewicza to całkowicie odrębna koncepcja teatru. Można tutaj dopatrywać się wpływów awangardy paryskiej (Samuel Beckett, Eugène Ionesco), jednak teatr ten jest autobiograficzny i posiada silne wpływy tradycji polskiej. Teatr Różewicza jest teatrem realistycznym, fragmentarycznym, poetyckim i teatrem absurdu.
Jego wizja partyzantki (Do piachu) wywołała protesty kombatantów.
Był współautorem scenariuszy 9 filmów reżyserowanych przez jego brata Stanisława. Jako scenarzysta parokrotnie współpracował z Kornelem Filipowiczem.

### Zbiory opowiadań
- 1955 – Opadły liście z drzew
- 1960 – Przerwany egzamin
- 1966 – Wycieczka do muzeum
- 1970 – Śmierć w starych dekoracjach
- 1975 – Wędrówka Wędrowca
- 1979 – Próba rekonstrukcji
- 1983 – Te kwiaty
- 2013 – Flagi

### Wiersze i poematy
- W łyżce wody (Słowo, Częstochowa 1946)
- Niepokój (Przełom, Kraków 1947)
- Czerwona rękawiczka (Książka, Kraków 1948)
- Pięć poematów (Czytelnik, Warszawa 1950)
- Czas, który idzie (Czytelnik, Warszawa 1951)
- Wiersze i obrazy (Czytelnik, Warszawa 1952)
- Równina (Wydawnictwo Literackie, Kraków 1954)
- Uśmiechy (Czytelnik, Warszawa 1955)
- Srebrny kłos (Czytelnik, Warszawa 1955)
- Poemat otwarty (Wydawnictwo Literackie, Kraków 1956)
- Formy (Czytelnik, Warszawa 1958)
- Rozmowa z księciem (Państwowy Instytut Wydawniczy, Warszawa 1960)
- Zielona róża (Państwowy Instytut Wydawniczy, Warszawa 1961)
- Głos Anonima (Śląsk, Katowice 1961)
- Nic w płaszczu Prospera (Państwowy Instytut Wydawniczy, Warszawa 1963)
- Twarz trzecia (Czytelnik, Warszawa 1968)
- Regio (Państwowy Instytut Wydawniczy, Warszawa 1969)
- Echa leśne (Państwowy Instytut Wydawniczy, Warszawa 1985)
- Płaskorzeźba (Wydawnictwo Dolnośląskie, Wrocław 1991)
- Zawsze fragment. Recycling (Wydawnictwo Dolnośląskie, Wrocław 1998)
- Nożyk profesora (Wydawnictwo Dolnośląskie, Wrocław 2001)
- Szara strefa (Wydawnictwo Dolnośląskie, Wrocław 2002)
- Wyjście (Wydawnictwo Dolnośląskie, Wrocław 2004)
- Kup kota w worku (work in progress) (Biuro Literackie, Wrocław 2008)
- To i owo (Biuro Literackie, Wrocław 2012)

### Książki poetyckie wydane po śmierci autora
- Ostatnia wolność (Biuro Literackie, Wrocław 2015)
- Wiersze odzyskane (Biuro Literackie, Stronie Śląskie 2021)
- Wiersze ostatnie (zebrane w jednym tomie trzy ostatnie książki autora: Kup kota w worku (work in progress), To i owo oraz Ostatnia wolność, Biuro Literackie, Kołobrzeg 2024)

### Wybory wierszy wydane po śmierci autora
- Wiersze przeczytane (Wydawnictwo Warstwy, Wrocław 2014)
- Znikanie (Biuro Literackie, Wrocław 2015)
- Wybór poezji (Zakład Narodowy im. Ossolińskich, Wrocław 2017)
- Wiersze i poematy z “Twórczości” (1946–2005) (Wydawnictwo Warstwy, Wrocław 2017)
- I znów zaczyna się przeszłość (Państwowy Instytut Wydawniczy, Warszawa 2018)
- Credo (Biuro Literackie, Stronie Śląskie 2020)

### Dramaty
- 1960 – Kartoteka
- 1962 – Grupa Laokoona
- 1964 – Świadkowie albo Nasza mała stabilizacja
- 1965 – Wyszedł z domu
- 1965 – Śmieszny staruszek
- 1967 – Spaghetti i miecz
- 1969 – Stara kobieta wysiaduje
- 1970 – Akt przerywany
- 1971 – Rajski ogródek
- 1972 – Na czworakach
- 1975 – Białe małżeństwo
- 1977 – Odejście głodomora
- 1979 – Przyrost naturalny
- 1979 – Śmierć w starych dekoracjach
- 1979 – Do piachu
- 1982 – Pułapka
- 1997 – Kartoteka rozrzucona
- 1997 – Palacz

### Scenariusze
Wspólnie z Kornelem Filipowiczem:
- 1956 – Trzy kobiety
- 1959 – Miejsce na ziemi
- 1962 – Głos z tamtego świata
- 1966 – Piekło i niebo

Wspólnie ze Stanisławem Różewiczem:
- 1961 – Świadectwo urodzenia
- 1964 – Echo
- 1967 – Mąż pod łóżkiem
- 1968 – Samotność we dwoje
- 1973 – Drzwi w murze

### Inne
- Przygotowanie do wieczoru autorskiego (Państwowy Instytut Wydawniczy, Warszawa 1971)
- Matka odchodzi (Wydawnictwo Dolnośląskie, Wrocław 1999)
- Margines, ale... (Biuro Literackie, Wrocław 2010)
- Wbrew sobie. Rozmowy z Tadeuszem Różewiczem (Biuro Literackie, Wrocław 2011)
- Historia pięciu wierszy (Biuro Literackie, Wrocław 2011)
- Teksty odzyskane (Biuro Literackie, Kołobrzeg 2022)

### Korespondencja
- Tadeusz Różewicz – Zofia i Jerzy Nowosielscy: Korespondencja (Wydawnictwo Literackie, Kraków 2008)
- Tadeusz Różewicz – Karl Dedecius: Listy 1961–2013 (Universitas, Kraków 2017)
- Tadeusz Różewicz – Ryszard Przybylski: Listy i rozmowy 1965-2014 (Wydawnictwo Sic!, Warszawa 2019)
- Wiesława i Tadeusz Różewiczowie – Romana i Henryk Voglerowie: Korespondencja (Wydawnictwo Warstwy, Wrocław 2019)
- Tadeusz Różewicz – Czesław Miłosz: Braterstwo poezji. Korespondencja, wiersze i inne dialogi 1947–2013 (Wydawnictwo Warstwy, Wrocław 2021)
- Wiesława i Tadeusz Różewiczowie – Anna i Mieczysław Porębscy: Pisanie jest tylko dodatkiem. Korespondencja 1946–2011 (Wydawnictwo Warstwy, Wrocław 2023)

## Opracowania
- Opracowanie zbiorowe – Dorzecze Różewicza (Biuro Literackie, Wrocław 2011)
- Grażyna Sztukiecka – Umrę cały? Rozmowy w cieniu śmierci. Senilna poezja Czesława Miłosza, Tadeusza Różewicza, Zbigniewa Herberta i Jarosława Marka Rymkiewicza (Narodowe Centrum Kultury, Warszawa 2011)
- Opracowanie zbiorowe – Ewangelia odrzuconego. Szkice w 90. rocznicę urodzin Tadeusza Różewicza (Narodowe Centrum Kultury, Warszawa 2011)
- Karol Hryniewicz – Cogito i dubito. Dyskurs estetyczny w poezji Zbigniewa Herberta i Tadeusza Różewicza (Wydawnictwo JMR Transatlantyk, Kraków 2014)
- Opracowanie zbiorowe – Śmietnik (Wydawnictwo Warstwy, Wrocław 2016)
- Opracowanie zbiorowe – Liryka i fenomenologia. Zbigniew Herbert i Tadeusz Różewicz w kręgu myśli Ingardenowskiej (Instytut Myśli Józefa Tischnera, Kraków 2016)
- Joanna Adamowska – Sens kobaltu. Zbigniewa Herberta i Tadeusza Różewicza spotkania z malarzami (Polskie Wydawnictwo Muzyczne, Kraków 2018)
- Jan Polkowski – Rozmowy z Różewiczem (Instytut Literatury, Kraków 2018)
- Józef Ruszar – Mane, tekel, fares. Obrazy Boga w twórczości Tadeusza Różewicza (Wydawnictwo Naukowe ATH, Instytut Myśli Józefa Tischnera, Bielsko-Biała, Kraków 2019)
- Magdalena Grochowska – Różewicz. Rekonstrukcja. Tom 1 (Dowody na Istnienie, Warszawa 2021)
- Opracowanie zbiorowe – Odwrócona strefa. Dramaty, wiersze i opowiadania na setne urodziny Tymoteusza Karpowicza i Tadeusza Różewicza (Biuro Literackie, Stronie Śląskie 2021)

## Ordery i odznaczenia
- Krzyż Wielki Orderu Odrodzenia Polski (11 listopada 1996)[27]
- Order Sztandaru Pracy II klasy (1977) „za całokształt twórczości literackiej”[28]
- Medal Wojska (1948)[29]
- Złoty Krzyż Zasługi (19 lipca 1955)[30]
- Brązowy Medal „Za zasługi dla obronności kraju” (1966)[31]
- Krzyż Armii Krajowej (1974)[29]
- Złoty Medal „Zasłużony Kulturze Gloria Artis” (22 marca 2009)[32]
- Odznaka tytułu honorowego „Zasłużony dla Kultury Narodowej” (1986)[33]
- Odznaka pamiątkowa Akcji „Burza” (15 sierpnia 1981)[29]
- Odznaka Honorowa ZAiKS-u (1993)[34]
- Order Ecce Homo (2000) „za odkrywanie mrocznej strony świata pełnego chaosu i podziałów, nadzieję bijącą z oceny codziennej, pozornie beznamiętnej szarości, za pogodzenie się z nieuchronnością i konsekwencję w dążeniu do poznania prawdy o człowieku, choćby najgorszej. Za poezję, która „dotyka serc i rzeczy...” (Poetyka)[35]
- Medal ZAiKS-u (2009)[34]

## Nagrody i wyróżnienia
- 1955 – Nagroda Państwowa II stopnia za tom poezji Równina[36][37]
- 1966 – Nagroda Państwowa I stopnia[38]
- 1970 – Nagroda Miesięcznika „Odra”
- 7 października 1991 – doktorat honoris causa Uniwersytetu Wrocławskiego
- 1994 – Honorowe Obywatelstwo Wrocławia[39]
- 1995 – Honorowe Obywatelstwo Gliwic[40]
- 1997 – Nagroda „Złotej Kuli”[41]
- 1997 – Nagroda Polskiego PEN Clubu im. Jana Parandowskiego[42]
- 1998 – członkostwo honorowe Stowarzyszenia Autorów ZAiKS[34]
- 22 stycznia 1999 – doktorat honoris causa Uniwersytetu Śląskiego[43]
- 10 marca 2000 – doktorat honoris causa Uniwersytetu Opolskiego[44]
- 2000 – doktorat honoris causa Uniwersytetu Jagiellońskiego
- 2000 – Nagroda Literacka Nike (wybór jury i wybór czytelników) za tom Matka odchodzi
- 4 kwietnia 2001 – doktorat honoris causa Uniwersytetu Warszawskiego[45]
- 27 kwietnia 2006 – doktorat honoris causa Uniwersytetu Gdańskiego[46]. Promotorem była prof. Małgorzata Książek-Czermińska. Po 15 minutach wygłaszania wykładu okolicznościowego przerwał, wyjaśniając, że nie będzie zabierał czasu zebranym, a pełny tekst i tak pojawi się w pamiątkowej publikacji
- 26 listopada 2006 – Nagroda Złotego Berła
- 8 października 2007 – doktorat honoris causa Akademii Sztuk Pięknych we Wrocławiu
- 2008 – Złoty Wawrzyn Olimpijski 2008 w kategorii poezja
- 25 czerwca 2009 – doktorat honoris causa Uniwersytetu Humanistyczno-Przyrodniczego w Kielcach
- 18 stycznia 2011 – Nagroda specjalna Polityki „Kreator kultury 2010” – „Nagroda za wierność poezji i sobie. Za świadectwo dane kilku kolejnym epokom oraz pytania, które włączyły polską literaturę i teatr w europejską debatę o najważniejszych doświadczeniach współczesnego człowieka”
- 2013 – tytuł Wielkiego Ambasadora Polszczyzny[47]

## Upamiętnienie
Uchwałą Sejmu RP IX kadencji z 27 listopada 2020 zdecydowano o ustanowieniu roku 2021 Rokiem Tadeusza Różewicza w 100. rocznicę urodzin. Patronom roku 2021 poświęcono wydanie specjalne Kroniki Sejmowej.
9 października 2021 w Muzeum Pana Tadeusza otwarto wystawę stałą „Pan Tadeusz Różewicz”, opartą na archiwum i zbiorach Tadeusza Różewicza przekazanych przez Gminę Wrocław Zakładowi Narodowemu im. Ossolińskich.